# Torsio testis

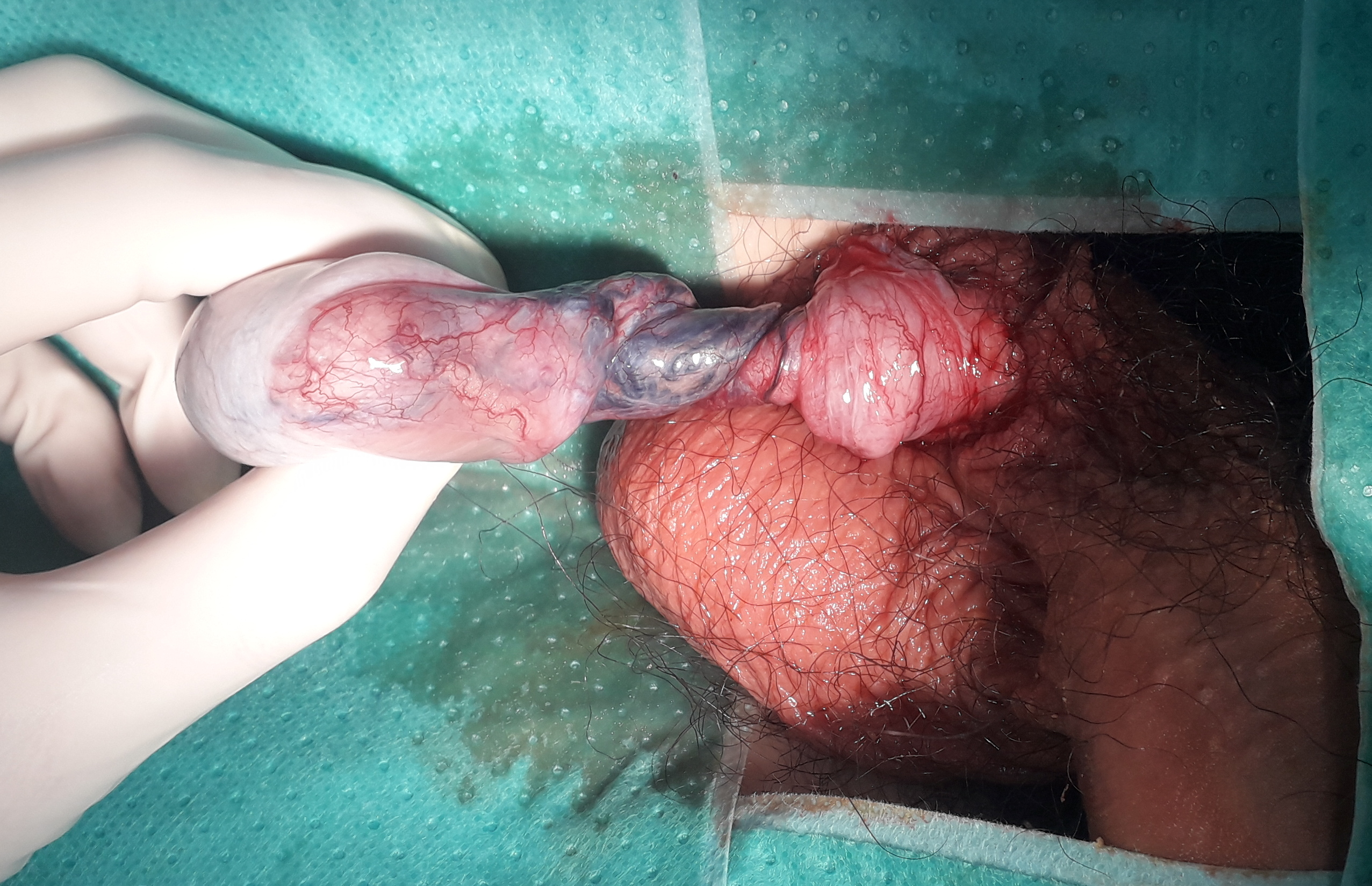
Torsio testis

Torsio testis (ICD-10 N44) is een pijnlijke urologische aandoening waarbij de zaadstreng naar de zaadbal (testikel) is gedraaid (torsio betekent draaiing). Hierdoor wordt de bloedtoevoer naar de zaadbal afgekneld. Omdat dit binnen enkele uren tot onherstelbare beschadiging van de testis kan leiden is torsio testis een medisch spoedgeval.  Vanwege het risico op afsterving (necrose) van de zaadbal, moet bij verdenking op een torsio testis zo spoedig mogelijk contact op worden genomen met een arts. De aandoening komt vooral voor bij mannen tussen 12 en 25 jaar en zelden of nooit bij beide teelballen tegelijk. De aandoening kan aangeboren zijn en ontstaat spontaan, maar kan ook worden veroorzaakt door inspanning. De belangrijkste alternatieve diagnose is een ontsteking van de (bij)bal; gezien de potentieel ernstige gevolgen van het missen van de torsie wordt een pijnlijke testis, zeker in deze leeftijdsgroep,  beschouwd als een torsio tot het tegendeel is bewezen.

## Mogelijke verschijnselen
- Hevige pijn in de bal die uitstraalt naar de rug/buik
- Soms algemene misselijkheid.
- Soms braken.
- Soms iets koorts, hoge koorts kan ook.
- Verdikking van de zaadbal, die meestal opzwelt, scrotum wordt rood.
- Optillen van de zaadbal gaat gepaard met toename van de (hevige) pijn.

## Behandeling
Behandeling van een torsio testis vindt plaats door middel van chirurgische correctie: terugdraaien van de bal onder direct zicht. Dit dient binnen zeer korte termijn (d.w.z. binnen 4-6 uur na het ontstaan van de aandoening) te gebeuren. De draaibaarheid van beide testikels wordt hierna beperkt door de testikel in het scrotum vast te zetten. Dit heet orchidopexie. Zo wordt het risico om opnieuw een torsio testis te ontwikkelen aanzienlijk kleiner. Deze correctie vindt normaal op beide zaadballen tegelijk plaats. Wanneer niet tijdig wordt ingegrepen, sterft de testikel af (binnen vijf à zes uur). In dit geval dient men de zaadbal te verwijderen (orchidectomie). Tijdens de operatie kijkt de chirurg of na terugdraaien de bloeddoorstroming zich herstelt. Gebeurt dit niet, dan wordt de testis verwijderd. Voor de vruchtbaarheid van de patiënt heeft dit meestal geen gevolgen - de andere testis maakt voldoende zaadcellen en hormonen voor een normale fertiliteit.
Het is wel mogelijk dat er zelfs na enkele dagen nog een partiële activiteit plaatsvindt in de testikel (aan de rand). Dan moet de testikel niet verwijderd worden en dan zal de andere testikel de zaadproductie in de toekomst compenseren.
Een chirurg met voldoende ervaring kan in enkele minuten de bloedtoevoer zonder heelkundige ingreep herstellen door de zaadbal terug te draaien. Deze ingreep is niet pijnloos en standaard in ontwikkelingslanden waar operatie geen evidente optie is. In de westerse wereld zal men om het risico te beperken achteraf alsnog de zaadbal(len) fixeren.